# Nate Jaqua
Jonathan Nathan „Nate“ Jaqua (* 28. Oktober 1981 in Eugene, Oregon) ist ein ehemaliger US-amerikanischer Fußballspieler.

## Leben und Karriere
Nate, der Sohn vom ehemaligen Wide Receiver der Washington Redskins Jon V. Jaqua, begann seine Karriere auf der heimatlichen Highschool der South Eugene High School. Nachdem Jaqua auf die Universität Portland gekommen war, wurde er 2003 von Chicago Fire, als Profispieler verpflichtet. Nach zwei Jahren in Chicago wechselte der Stürmer nach Kanada zum Toronto FC, wo er nicht glücklich wurde. Er ging zu Los Angeles Galaxy, wo er wiederum nur kurz blieb. Nach einem weiteren Abstecher in Chicago, wechselte der Amerikaner 2007 zu Houston Dynamo. Mit den Mannen aus Houston gewann er die US-amerikanische Meisterschaft 2007. Im Januar 2008 entschloss sich Jaqua, nach Österreich zum SCR Altach zu wechseln. Im Sommer 2008 kehrte er nach Houston zurück.
Sein Debüt in der Bundesliga gab Jaqua am 16. Februar 2008 in der 24. Runde, beim Spiel zwischen Altach und dem FK Austria Wien. Jaqua spielte durch und erzielte den Führungstreffer bei einem 1:1. In seinem 2. Bundesligaspiel gegen den SK Rapid Wien erzielte er das 2:1-Siegestor. International spielte er zwei Mal für die Nationalmannschaft der USA.
Am 26. November 2008 wurde er vom Seattle Sounders FC beim MLS Expansion Draft 2008 ausgewählt und trat zur neuen Saison für dieses Team an. Dort blieb er bis zum Ende der Saison 2011. Nachdem Seattle seinen Vertrag nicht verlängerte und sich ein Engagement bei New England Revolution zerschlug, gab er sein Karriereende bekannt.

## Erfolge

### Chicago Fire
- Lamar Hunt U.S. Open Cup (2): 2003, 2006
- Major League Soccer Eastern Conference Championship (1): 2003
- Major League Soccer Supporters’ Shield (1): 2003

### Houston Dynamo
- Major League Soccer MLS Cup (1): 2007
- Major League Soccer Western Conference Championship (1): 2007

### Seattle Sounders FC
- Lamar Hunt U.S. Open Cup (3): 2009, 2010, 2011